# Benigno Aquino
Benigno Simeon Cojuangco Aquino III (Manila, 8 de febrer de 1960 - 24 de juny de 2021), també conegut com a Noynoy Aquino o PNoy, fou un polític filipí, la quarta generació de la seva família, president de les Filipines des de juny de 2010 i fins a 2016.
Fou fill de la presidenta Corazon Aquino i del senador Benigno Aquino Jr.. Va viure a l'exili als Estats Units d'Amèrica amb la seva família, i va tornar al seu país el 1983, poc després de l'assassinat del seu pare. El 1998 fou elegit diputat i reelegit el 2001 i el 2004. El 2010 fou elegit president de les Filipines, un any després de la mort de la seva mare.